# Зайцев, Борис Григорьевич
Борис Григорьевич Зайцев (8 декабря 1921, Мурманск, Мурманская губерния, РСФСР, СССР — 18 декабря 2009, Мурманск, Российская Федерация) — капитан рыбопромыслового флота, кавалер ордена Ленина, почётный гражданин города-героя Мурманска.

## Детство и юность
Родился в Мурманске в семье Григория и Евдокии Зайцевых. Григорий Зайцев, бетонщик по специальности, приехал на место будущего Мурманска в 1914 году в числе первых строителей нового города.
Море притягивало Бориса с детства. Берег Кольского залива был его любимейшим местом. В пятилетнем возрасте мальчик решил «отправиться в плавание» и, не осознавая опасности своей затеи, отвязал привязанную у берега шлюпку, сел в неё и оттолкнулся от берега. Плывущую по течению лодку с ребёнком смогли выловить только возле Белокаменки.
В 16 лет, после окончания восьмилетней школы, Борис поступил в Мурманский морской рыбопромышленный техникум. В техникум принимали с 18 лет, однако для Зайцева сделали исключение, так как перед этим он уже один раз выходил в морской рейс в качестве помощника машиниста. До начала Великой Отечественной войны Борис успел закончить три курса.

## На фронте
В июле 1941 года Борис был призван в армию и направлен на артиллерийские курсы в Ленинград. По окончании артиллерийских курсов Б. Г. Зайцеву было присвоено звание лейтенанта. Воевал сначала на Брянском, а затем на Центральном, Первом Украинском и Четвёртом Украинском фронтах. Первую награду — орден Красной Звезды получил в марте 1943 года.
Летом 1943-го участвовал в боях на северном участке Курской дуги. За проявленное в боях на Курской дуге мужество Борис Григорьевич Зайцев был награждён орденом Отечественной войны II степени.
За грамотные действия в оборонительных боях в ноябре 1943 года 22 января 1944 года командир батареи 829-го артиллерийского полка Б. Г. Зайцев был награждён орденом Александра Невского.
В 1944 году принял участие в боях за Чернигов, где снова проявил себя грамотным артиллерийским командиром, за что был награждён ещё одним орденом Отечественной войны II степени.
Дальнейший боевой путь Зайцева лежал через Киев, Львов, Карпаты. Закончил войну Борис Григорьевич командиром артиллерийского дивизиона в звании майора в окрестностях Праги.

## Капитан тралового флота
После демобилизации вернулся в Мурманск и продолжил обучение в морском рыбопромышленном техникуме. В 1948 году, после окончания техникума, был взят 3-м помощником капитана рыбопромыслового траулера. После повышения до 2-го помощника капитана ездил на приёмку судов в Германию, Бельгию, Финляндию, Швецию. В 1950 году назначен капитаном ведущего разведку промысла траулера.
Восемнадцать лет прослужил Б. Г. Зайцев на капитанском мостике, сменив за это время несколько судов разных типов: РТ53, РТ92, БМРТ236 «Ижевск». Руководил группой судов осуществлявших рыбный промысел в банках Баренцева моря, в районах Ньюфаундленда, Лабрадора, вдоль восточного побережья Америки до Аргентины и острова Святого Георгия. Рейсовые задания выполнялись Зайцевым в срок, с перевыполнением планов.
С 1966 года — первый заместитель начальника Мурманского тралового флота. В 1977 году вышел на пенсию.
Б. Г. Зайцев — организатор перехода к перегрузке продукции с борта большого морозильного рыболовного траулера на плавучую базу непосредственно в местах промысла, что позволило увеличить вылов рыбы за счёт увеличения продолжительности рейса траулера; к бункеровке судов без швартовки к танкеру.
За доблестный труд Б. Г. Зайцев был награждён орденами Ленина (1976) и Октябрьской Революции, знаком «Почетный работник рыбного хозяйства России»
В 1996 году Борису Григорьевичу было присвоено звание Почётного гражданина города Мурманска.
В 1997 году в честь Бориса Григорьевича новый рыболовный траулер Мурманского тралового флота был назван «Борис Зайцев».
29 декабря 2006 года за многолетний добросовестный труд, большой личный вклад в развитие рыбной отрасли Заполярья и в честь 85-летия со дня рождения Б. Г. Зайцев был награждён Почётной грамотой Губернатора Мурманской области.
18 декабря 2009 года Борис Григорьевич Зайцев скончался.
Похоронен на новом городском кладбище Мурманска.